# Batalla de Mir
La batalla de Mir va tenir lloc els dies 9 i 10 de juliol de 1812 durant la invasió de Napoleó a Rússia. Tres divisions de llancers polonesos van lluitar contra la cavalleria russa, acabant amb la primera gran victòria russa a la invasió francesa de Rússia.
El general rus Matvei Platov tenia vuit regiments de cosacs i dues bateries del Don desplegades al sud del poble de Mir, quan una brigada del Quart de Cavalleria lleugera polonesa va atacar els seus llocs d'avançada, amb un nombre de prop de 100 homes. Aquests llocs avançats tenien el doble treball tant d'observació com de vigilància i d'atraure l'enemic a atacar; les emboscades d'un centenar d'homes es van situar cada vegada més a la vora del camí de Mir, a banda i banda d'aquest. Les forces del general polonès Alexander Rosniecki van xocar amb la cavalleria del rus Alexander Vasiltxikov, resultant en un combat cos a cos amb pèrdues força igualades. Seguit pels ulans, van arrasar el poble, atacant la força principal de Platov. Una tercera brigada polonesa que intentava unir-se a la lluita va ser encerclada i destrossada pels cosacs, després del qual tota la força polonesa va cedir terreny, que va retrocedir amb l'ajuda dels hússars russos. Després de l'arribada dels hússars d'Akhtyrka, dels dragons i d'altres reforços de Vasiltxikov, la batalla es va estendre durant sis hores, traslladant-se al poble proper de Simiakovo. Platov va derrotar l'enemic allà i va passar a Mir, on va causar més pèrdues a l'enemic abans de retirar-se tàcticament. La brigada de Tyszkiewicz va evitar una pèrdua absoluta, en cobrir la retirada polonesa.
La ciutat de Mir i les ruïnes del fort van ser utilitzades com a seu per Jérôme Bonaparte, fins que va decidir o va haver de deixar l'exèrcit, després d'una baralla amb el seu germà el 6 d'agost de 1812. Després de la retirada, el castell de Mir va ser destruït amb pólvora.